# Sebastião Wolf
Sebastião Wolf (* 5. Februar 1869 in Gößweinstein, Königreich Bayern; † 15. März 1936 in Porto Alegre) war ein brasilianischer Sportschütze.

## Karriere
Sebastião Wolf nahm an den Olympischen Spielen 1920 in Antwerpen in vier Disziplinen teil. Mit der Freien Pistole belegte er in der Einzelkonkurrenz über 50 m mit 454 Punkten den 14. Platz. Im Mannschaftswettbewerb gewann er gemeinsam mit Afrânio da Costa, Guilherme Parãense, Fernando Soledade und Dario Barbosa mit 2264 Punkten hinter der US-amerikanischen und der schwedischen Mannschaft die Bronzemedaille. Im Wettbewerb mit dem Militärrevolver auf 30 m gelang Wolf mit 249 Punkten keine vordere Platzierung, während er mit der Mannschaft als Vierter knapp einen weiteren Medaillengewinn verpasste. Bereits 1915 hatte er die brasilianischen Meisterschaften gewonnen.
Wolf, der mit seiner Mutter 1880 nach Brasilien auswanderte, war Besitzer einer Keksfabrik.